# Tour della nazionale maschile di rugby a 15 dell'Italia 2018
A giugno 2018 la nazionale italiana di rugby allenata da Conor O'Shea, in previsione della Coppa del Mondo di rugby 2019, intraprese un tour di ambientamento in Giappone, sede della rassegna mondiale dell'anno successivo.
Furono previsti tre incontri, due dei quali test match contro il Giappone e un altro, quello di apertura, contro la franchise aziendale del Blue Revs.
L'incontro di apertura, disputato dall'Italia XV a Nagano, vide gli Azzurri prevalere per 8 mete a 3 contro un club che schierava diversi elementi da Nuova Zelanda e Isole del Pacifico.
Il cauto ottimismo maturato a seguito di tale vittoria trovò smentita nel primo test match della serie allo stadio Ōita nell'omonima città: dopo un primo tempo equilibrato in cui l'Italia passò in vantaggio e, una volta superata, riportò la situazione in parità (17-17 a meno di mezz'ora dalla fine), i giapponesi trovarono in meno di dieci minuti un break di 17 punti (un piazzato e due mete trasformate) che ruppero l'incontro e lo volsero a proprio favore.
Per l'Italia si trattò della seconda sconfitta consecutiva contro la formazione del Sol Levante dopo il test match del 2014 a Tokyo.
Una settimana più tardi, a Kōbe, l'Italia pareggiò la serie vincendo 25-22 una partita dominata, secondo la stampa, più largamente rispetto a quanto lo scarto finale indichi: il primo tempo fu quello che praticamente chiuse l'incontro, con due mete azzurre e un +9 che al 44' divenne un +16 con l'Italia avanti 19-3.
Di marca giapponese solo l'ultimo quarto di partita, con due mete tra 60' e 65' che riportarono i Sakura sotto di 2 punti prima che Allan, al piede, a 4' dalla fine rimettesse gli Azzurri avanti di 8 sul 25-17.
Ininfluente, a quel punto, la meta finale di Matsushima con Tamura che sbagliò la trasformazione la quale non avrebbe comunque inciso sull'esito finale.
Oltre a uscire imbattuta nella serie contro una squadra avanti di 3 posti nel ranking World Rugby, l'Italia spezzò una serie di 8 sconfitte iniziate nei test di fine 2017 e proseguite per tutto il Sei Nazioni 2018 per finire con l'incontro precedente perso contro il Giappone.

## Risultati

### Itest match
| Arbitro: | Nic Berry |

|                                                |      |                       |
| Mafi 17’ Fukuoka 27’ Lemeki 60’ Matsushima 66’ | mt   | 7’ Pasquali 36’ Steyn |
| Tamura 17’, 27’, 60’, 66’                      | tr   | 7’, 36’ Allan         |
| Tamura 34’, 56’                                | c.p. | 50’ Allan             |

| Arbitro: | Nick Briant |

|                                   |      |                                           |
| Tupou 60’ Mafi 65’ Matsushima 80’ | mt   | 18’ Benvenuti 25’ Ghiraldini 44’ Polledri |
| Tamura 60’, 65’                   | tr   | 18’, 44’ Allan                            |
| Tamura 33’                        | c.p. | 70’, 76’ Allan                            |

### Gli altri incontri
| Nagano 2 giugno 2018, ore 14 UTC+9 | Yamaha Júbilo | 19 – 52 referto                                                                           | Italia XV | U Stadium |
| Kiyohara 2’ Horie 21’ Yatomi 34’ mt 11’ Violi 12’ Minozzi 26’ Benvenuti 40’ Bellini 49’ Ruzza 59’ Bisegni 66’ Biagi 75’ Negri McGahan 2’, 21’ tr 12’, 26’, 40’ Allan 49’, 66’, 75’ Canna |               |                                                                                           |           |           |
| |               |                                                                                           |           |           |
| Kiyohara 2’ Horie 21’ Yatomi 34’ | mt            | 11’ Violi 12’ Minozzi 26’ Benvenuti 40’ Bellini 49’ Ruzza 59’ Bisegni 66’ Biagi 75’ Negri |           |           |
| McGahan 2’, 21’ | tr            | 12’, 26’, 40’ Allan 49’, 66’, 75’ Canna                                                   |           |           |